# Adelina (Generali)
Adelina és una farsa operística (descrita com a medodramma sentimentale) en un acte amb música de Pietro Generali amb llibret en italià de Gaetano Rossi. S'estrenà en el Teatro San Moisè de Venècia el 15 o el 16 de setembre del 1810. S'estrenà just abans de la farsa de Rossini en el mateix teatre.
La inspiració d'aquest llibret de Rossi és de Lisbeth, un drama líric amb text d'Edmond de Favières, musicat per André Grétry i estrenat el 1797 a la Salle Favart de París. En el llibret es trasllueixen els ideals de Rousseau i la Revolució Francesa.
És una òpera poc representada actualment; en les estadístiques d'Operabase apareix amb només una representació en el període 2005-2010, sent la primera i única de Pietro Generali.

## Personatges
| Personatge                  | Tessitura    | Repartiment de l'estrena, 15 o 16 de setembre del 1810 (Director:) |
| --------------------------- | ------------ | ------------------------------------------------------------------ |
| Adelina                     | soprano      | Rosa Morandi                                                       |
| Varner, el seu pare         | baix         | Luigi Raffanelli                                                   |
| Simone, veí                 | baríton      | Nicola de Grecis                                                   |
| Carlotta, germana d'Adelina | mezzosoprano | Clementina Lanari                                                  |
| Erneville                   | tenor        | Tommaso Ricci                                                      |
| Firmino, amic d'Erneville   | baix         | Domenico Remolini                                                  |
| Jacopo                      |              |                                                                    |